# Pabenberg (Gemeinde Friesach)
Pabenberg ist eine Ortschaft in der Gemeinde Friesach im Bezirk Sankt Veit an der Glan in Kärnten (Österreich). Die Ortschaft hat 43 Einwohner (Stand 1. Jänner 2024). Sie liegt auf dem Gebiet der Katastralgemeinde Zeltschach.

## Lage

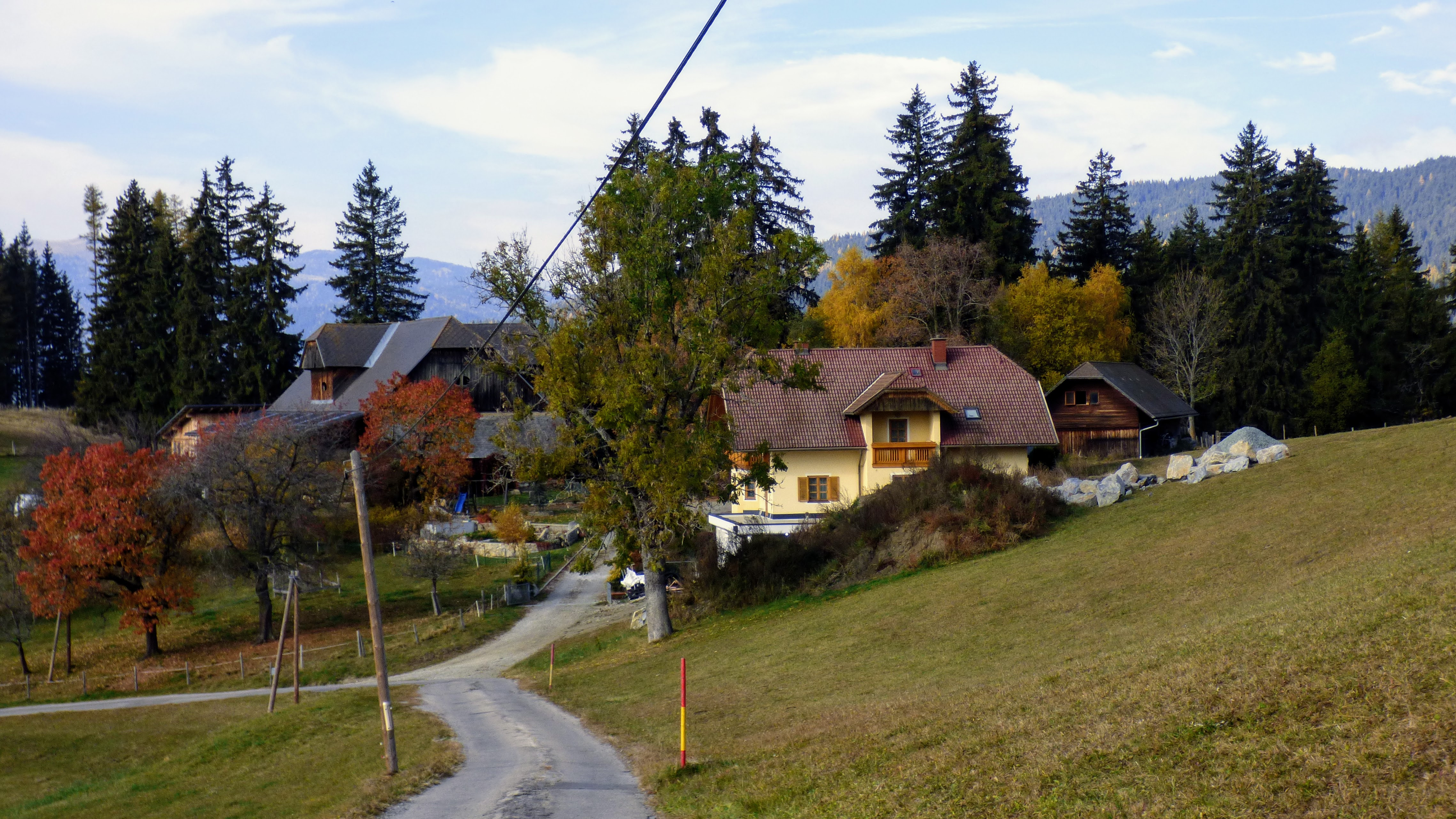
Hof Leser, Pabenberg Nr. 2

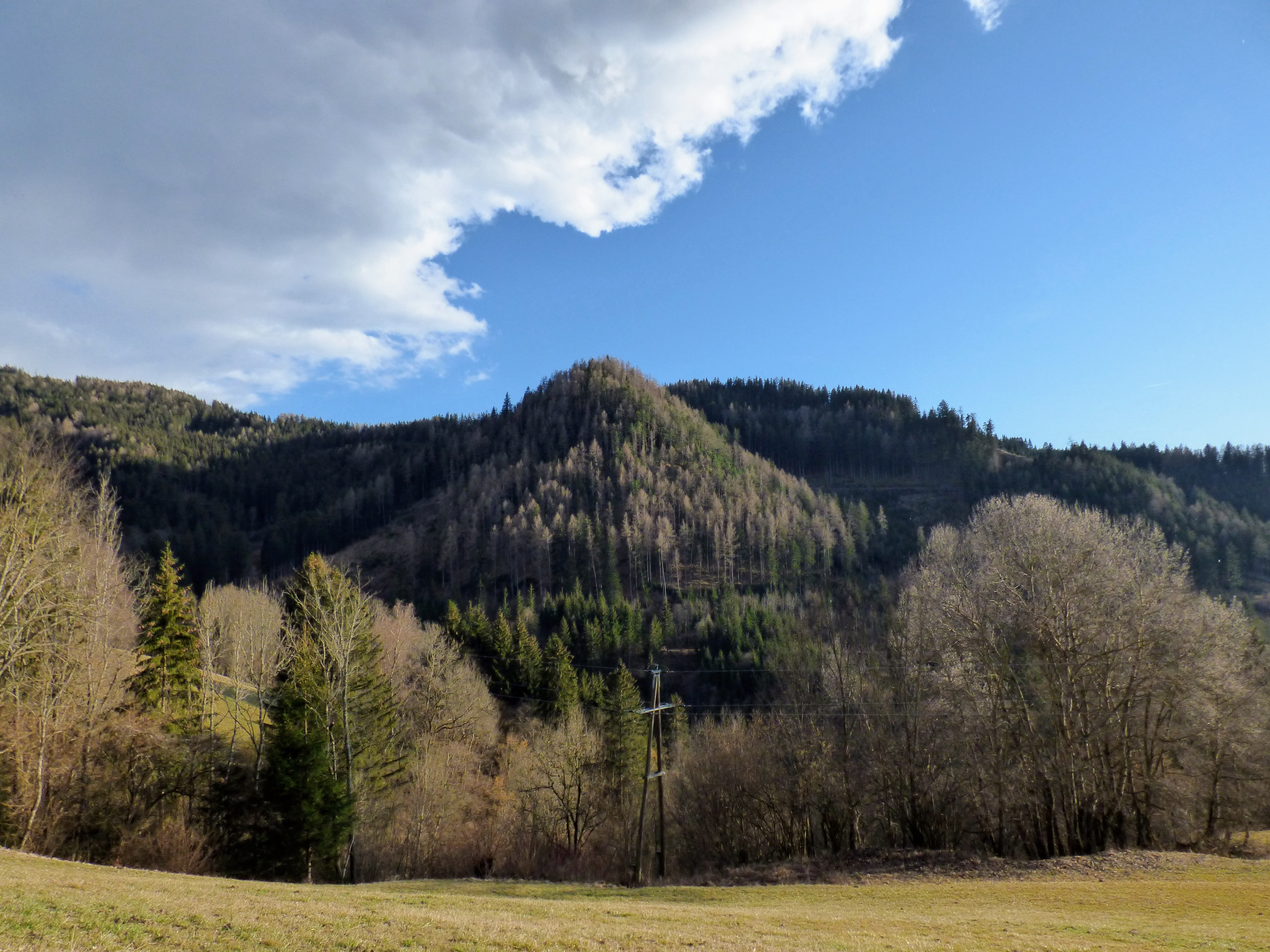
Bildmitte: Potzenkogel, Standort des Sitzes der Plamberger

Pabenberg liegt im Norden des Bezirks Sankt Veit an der Glan, im Guttaringer Bergland, an den Hängen südöstlich oberhalb des Dorfs Zeltschach.
In der Ortschaft werden folgende Hofnamen geführt: Herwerzer/Herberzer (Haus Nr. 1), Leser (Nr. 2), Dörflinger (Nr. 3), Oberer Lausacher (Nr. 5), Pacher/Bacher (Nr. 9), Proijer/Projer (Nr. 10), Schattner (Nr. 11), Hochsinger (Nr. 12), Hirder/Hierder (Nr. 13) und Pelzergut/Jäger (Nr. 15).

## Geschichte
Pabenberg wird 1508 urkundlich genannt. Der Ortsname könnte sich von einem Personennamen ableiten und Berg des Pabo bedeuten. Es mag aber auch ein Zusammenhang mit dem von Jakob Unrest genannten Adelsgeschlecht der Plamberger von Plamberg bei Zeltschach bestehen, deren 2018 wiederentdeckter Sitz sich schon deutlich vor dem 15. Jahrhundert nahe der heutigen Ortschaft Pabenberg befunden hatte.
Auf dem Gebiet der Steuergemeinde Zeltschach liegend, gehörte Pabenberg in der ersten Hälfte des 19. Jahrhunderts zum Steuerbezirk Dürnstein. Bei Gründung der Ortsgemeinden im Zuge der Reformen Mitte des 19. Jahrhunderts kam Pabenberg an die Gemeinde Friesach. 1890 spaltete sich die Gemeinde Zeltschach von der Gemeinde Friesach ab, Pabenberg gehörte dadurch zur Gemeinde Zeltschach. Mit Jahreswechsel 1972/73 kam Zeltschach samt Pabenberg wieder an die Gemeinde Friesach.

## Bevölkerungsentwicklung
Für die Ortschaft ermittelte man folgende Einwohnerzahlen:
- 1869: 16 Häuser, 100 Einwohner[4]
- 1880: 16 Häuser, 118 Einwohner[5]
- 1890: 17 Häuser, 127 Einwohner[6]
- 1900: 17 Häuser, 123 Einwohner[7]
- 1910: 14 Häuser, 114 Einwohner[8]
- 1923: 14 Häuser, 118 Einwohner[9]
- 1934: 123 Einwohner[10]
- 1961: 15 Häuser, 90 Einwohner[11]
- 2001: 16 Gebäude (davon 14 mit Hauptwohnsitz) mit 17 Wohnungen; 49 Einwohner und 1 Nebenwohnsitzfall; 0 Arbeitsstätten, 15 Haushalte; 13 land- und forstwirtschaftliche Betriebe[12]
- 2011: 15 Gebäude, 45 Einwohner, 16 Haushalte, 1 Arbeitsstätte[13]
- 2021: 15 Gebäude, 45 Einwohner, 13 Haushalte, 11 Arbeitsstätten[14]